# Paul Engemann
Paul Engemann (ur. 15 października 1957) – amerykański wokalista popowy.

## Życiorys
Pochodzi ze stanu Utah, z mormońskiej rodziny. Jest synem Karla. Był członkiem zespołu Red Zone. Był wokalistą w piosence Giorgio Morodera „Scarface (Push It to the Limit)” (1983), wykorzystanej w filmie Człowiek z blizną. Z Moroderem współpracował także, użyczając swojego wokalu m.in. w olimpijskiej piosence „Reach Out”, która zajęła pierwsze miejsce na niemieckiej liśćie przebojów.
Wziął udział w castingu na wokalistę zespołu Holly Knight, znanego jako Device. Engemann wygrał nabór i latem 1985 roku dołączył do zespołu. W 1986 roku został wydany jedyny album Device pt. 22B3. Największy przebój grupy, „Hanging on a Heart Attack”, zajął 35. miejsce na liście Hot 100. W 1988 roku Engemann dołączył do zespołu Animotion. Uczestniczył w nagrywaniu albumu Animotion (Room to Move).
Mieszka wspólnie z żoną Suzanne w Provo. Po zakończeniu kariery muzycznej pracował jako aranżer wnętrz.

## Dyskografia
Device
- 22B3 (1986)

Animotion
- Animotion (Room to Move) (1989)